# フィリプ・マノイロヴィッチ
フィリプ・マノイロヴィッチ（セルビア語: Филип Манојловић, Filip Manojlović、発音: [fǐlip manǒːjloʋitɕ]、1996年4月25日 - ）は、セルビアのサッカー選手。セルビア代表。ポジションはGK。

## クラブ歴
ベオグラード生まれ。地元のFKラドニチュキ・ベオグラードでサッカーを始めた。その後レッドスター・ベオグラードに移りトップチームに昇格。2014年2月に3年のプロ契約を締結した。2014-15シーズンはプレドラグ・ライコヴィッチ、ダミール・カーリマン、マルコ・トルクリャに次ぐ4番手であったので、トップチームに籍を置きながらFKソポトに期限付き移籍。20歳以下の選手を2人以上起用しなければならないというレギュレーションの中で18歳の彼は22試合に出場し、そのうち2試合では試合の最優秀選手に輝く活躍をした。翌シーズンは同じレギュレーション下でFKベジャニヤに期限付き移籍。2016年7月1日に半年の契約でOFKバチュカに期限付き移籍したが、夏の移籍市場の最終日である8月30日にレッドスター・ベオグラードに呼び戻された。僅か2ヶ月のレンタル移籍であったが彼はここでセルビア・スーペルリーガ7試合に出場した。9月14日に2020年夏まで契約を延長した。レッドスター・ベオグラードでの初出場は翌17日のヴェチティ・デルビであった。リーグ戦以外にもカップ戦にも出場し、年間で29試合に出場した。翌シーズンはヴラダン・ミロイェヴィッチ新監督になったが、6月29日のUEFAヨーロッパリーグ 2017-18 予選で早速起用され、無失点に抑えた。その後3試合に出場、7月20日の試合を最後に移籍した。
2017年7月21日に4年契約でヘタフェCFに移籍。2017-18シーズンは出場がなく、2018年7月26日にパニオニオスFCに1シーズンの期限付き移籍が発表された。

## 代表歴
U-20代表として2015 FIFA U-20ワールドカップに参加した。2015年12月にはU-23代表としてミラン・ラスタヴァツ監督からカタールU-23代表戦のメンバーに選ばれ出場した。U-21代表としては2016年3月25日に行われたアンドラU-21代表戦でデビュー。
2016年9月にはカタール代表との親善試合のメンバーとしてA代表に初招集された。ここでは出場がなかったが、2017年1月29日に行われたアメリカ合衆国代表との親善試合で代表初出場を記録した。